# Jean Bichel

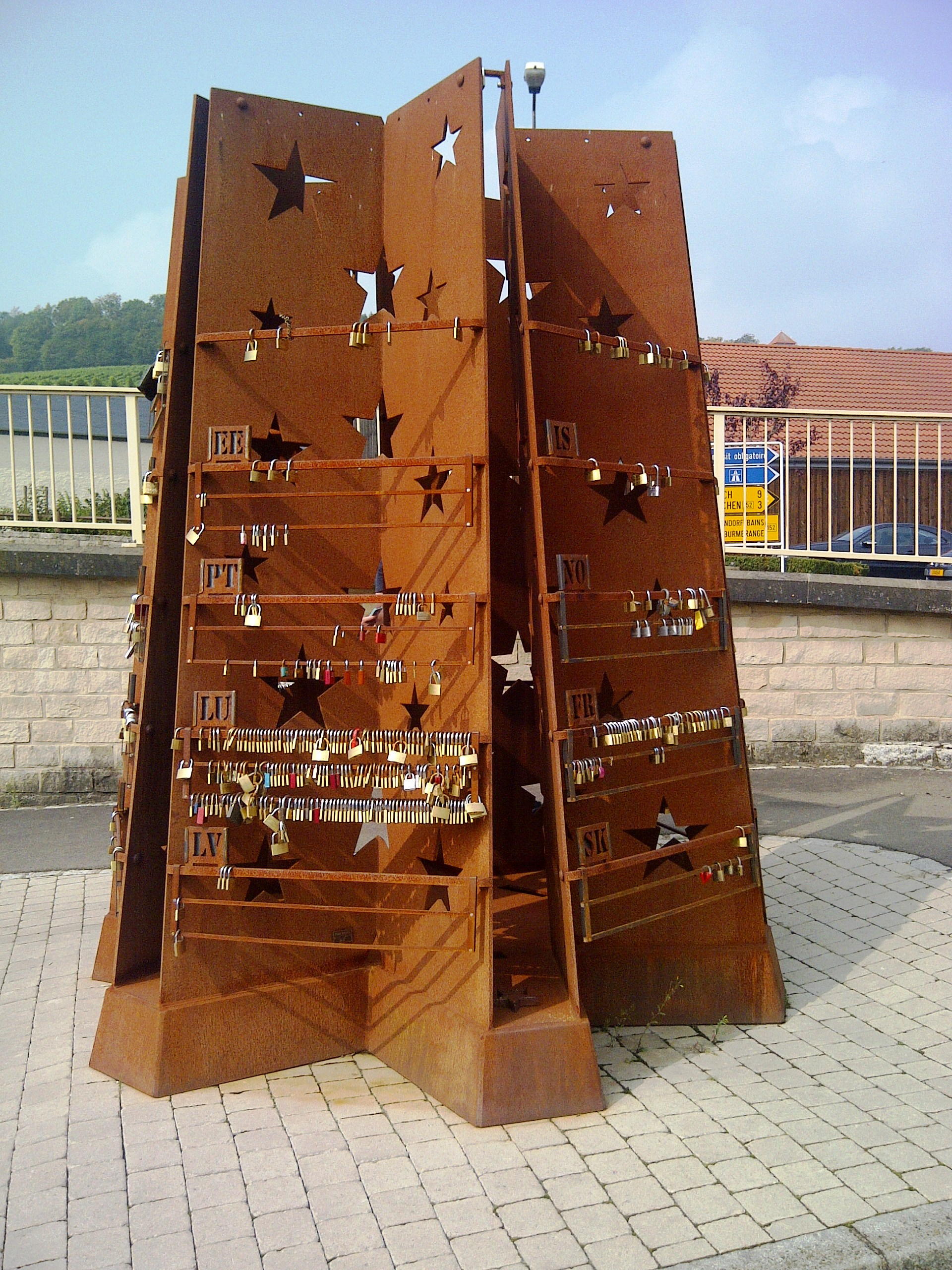
Een slot voor Schengen

Jean Bichel (Dommeldange, 23 juni 1935 – Luxemburg-Stad, 9 maart 2022) was een Luxemburgs kunstsmid en beeldhouwer.

## Leven en werk
Bichel werd opgeleid tot smid en lasser en werkte zeventig jaar in de staalindustrie. Hij gaf lessen in het bewerken van smeedijzer in de Kulturfabrik in Esch-sur-Alzette, bij Ardoisières in Martelange en aan het Lycée technique Josy Barthel in Mamer. In de jaren 1990 ging hij op zoek naar een andere toepassing voor zijn metaalkennis en ontdekte het kunstsmeden. Hij sloot zich aan bij de Artist-Blacksmith's Association of North America en was medeoprichter van de Stater Schmatten in Luxemburg. Vanaf 2007 tot 2022 voerde hij voor Iva Mrázková zes sculpturen in cortenstaal uit. In 2021 toonden zij hun werk op de Biennale des Metiers d'Art in Luxemburg.
Jean Bichel overleed op 86-jarige leeftijd. Postuum werd in Walferdange een vernissage gehouden onder de titel Jean Bichel & ses amis (2024), met naast werk van Bichel ook beelden van onder anderen Iva Mrázková en Alex Reding.

## Enkele werken
- 2001 Kerststal van smeedijzer in Nidderfeulen
- 2004 Mobilé, roestvrij stalen waterpartij, gemeente Steinfort
- 2006 Blue-Up, stalen wereldbol, gemeente Steinfort
- 2007-2022 Uitvoering van onder andere Victoire (2007) in Hesperange en Vive l'acier (2021) in Walferdange voor Iva Mrázková.
- 2011 Buste van Pierre Dupong, in het park bij de begraafplaats van Heisdorf, i.s.m. Alex Reding.
- 2012 Gypse op de rotonde Millewee in Walferdange. Ter herinnering aan de gipsindustrie in Walferdange en Steinsel, gemaakt van staal uit een grote container die door een gipsfabriek werd gebruikt om gips te drogen.[4]
- 2013 E Schloss für Schengen. Sculptuur bij het Europees museum in Schengen, waarbij de toeschouwer wordt opgeroepen zich met een slot aan de gedachte van Schengen, de open grenzen, te verbinden.
- 2016 Buste van politicus Rober Krieps (1922-1990), in het park bij de schoolcampus van Heisdorf.
- 2018 Gedenkplaquette ter herinnering aan politicus Carlo Meintz (1933-2018).
- Zum Schengenraum, sculptuur bij het Europees museum.